# ダイナック
株式会社ダイナック（英: Dynac Corporation）は、飲食店の経営を行う企業。ダイナックホールディングスの子会社である。
株式会社ダイナックホールディングス（英: DYNAC HOLDINGS CORPORATION）は、サントリーホールディングスの子会社である。
サントリーホールディングス含め非上場企業がほとんどを占めるサントリーグループ内にあって、長らく唯一の上場企業であったが、2013年7月3日にサントリー食品インターナショナルが東証一部に上場した。

## 沿革
- 1958年 - 株式会社新宿東京会館設立。
- 1979年 - サントリー株式会社（当時、現・サントリーホールディングス）の100%子会社となる。
- 1988年 - 9月に株式会社サントリーレストランシステムを吸収合併し、同日付で株式会社ダイナック（初代）に商号変更[3]。
- 2000年 - 大阪証券取引所ヘラクレス市場に上場。
- 2006年 - 東京証券取引所2部に上場。
- 2018年 - 外食事業を株式会社ダイナック分割準備会社に吸収分割し、持株会社体制へ移行。株式会社ダイナック（初代）を株式会社ダイナックホールディングスへ、株式会社ダイナック分割準備会社を株式会社ダイナック（2代）へ、それぞれ商号変更[4]。
- 2020年 - 2020年12月期末時点で債務超過となる。
- 2021年
  - 4月15日 - サントリーホールディングスによる株式公開買付けが成立[5]。
  - 5月28日 - 東京証券取引所2部上場廃止。
  - 6月1日 - 株式売渡請求により、サントリーホールディングスの完全子会社となる[6]。

## 事業内容
「響」、「燦」、パブ「ローズ＆クラウン」、イタリアン「パパミラノ」など多彩な業態の飲食店を展開・経営するほか、各地のレストランや道の駅、サービスエリアの運営を受託している。

## 不祥事
2023年11月15日、グループ企業のダイナックパートナーズが受託運営するゴルフ場「オータニにしきカントリークラブ」内のレストランに勤務していた従業員が、自身のSNSに堀江貴文と斉藤健一郎の個人情報が記載された同ゴルフ場の予約画面の画像を投稿。これに堀江が問題視する旨の発言を行ったことから、同ゴルフ場に問い合わせが殺到し、翌日、ダイナックホールディングスは自社プレスリリースで謝罪文を掲載、また斉藤は自身のSNSでダイナックホールディングスから謝罪を受けたことに加え、当該従業員の懲戒解雇と責任者4名の減給の処分を行うとの報告を受けたと述べた。